# Coco Jones
Courtney Michaela "Coco" Jones (sinh ngày 4 tháng 1 năm 1998) là một ca sĩ, người viết bài hát và diễn viên người Mỹ. Lớn lên ở Lebanon, Tennessee, cô bắt đầu thử giọng ở Nashville từ khi còn nhỏ để theo đuổi sự nghiệp trong lĩnh vực giải trí. Cô lần đầu tiên xuất hiện trên chương trình tài năng Radio Disney's Next Big Thing (2010–11), giúp cô được chọn vào các dự án khác của Disney như phim Let It Shine (2012) và sitcom Good Luck Charlie (2012–13).
Trong thời gian này, Jones theo đuổi sự nghiệp ca hát bằng việc phát hành EP cùng tên của mình vào năm 2010. Cô đã ký hợp đồng với Def Jam Recordings vào năm 2022 và tìm thấy thành công thương mại sau khi phát hành đĩa đơn "ICU" vào tháng 10 của năm đó. Bài hát đã lọt vào bảng xếp hạng Billboard Hot 100, nhận được chứng nhận bạch kim từ Hiệp hội Công nghiệp Ghi âm Hoa Kỳ (RIAA), và đã giành được Giải Grammy cho Trình diễn R&B xuất sắc nhất. Giải thưởng này là một trong tổng số năm đề cử mà cô nhận được tại Giải Grammy lần thứ 66 - bao gồm cả đề cử cho Hạng mục Nghệ sĩ mới xuất sắc. Cùng năm đó, cô cũng được chọn vào vai chính trong series của Peacock là Bel-Air (2022–nay). Những thành tựu khác của cô bao gồm một giải BET và một giải NAACP Image Award.